# Duguetia lucida
Duguetia lucida är en kirimojaväxtart som beskrevs av Ignatz Urban. Duguetia lucida ingår i släktet Duguetia och familjen kirimojaväxter. Inga underarter finns listade i Catalogue of Life.